# Yuan (affluent du Yangzi)
Pour les articles homonymes, voir Yuan (homonymie).
Le Yuan Jiang  (chinois : 沅江 ; pinyin : yuán jiāng ; litt. « fleuve Yuan »), autrefois appelé Yuan Shui (沅水, yuán shuǐ, « eau Yuan ») est un fleuve chinois qui coule dans la province du Hunan. Le Yuan est un des principaux affluents du Yangzi Jiang.

## Hydrologie
Le Yuan d'une longueur de  864 km prend sa source dans la province de Guizhou dans les monts Miao non loin de Duyun. Son cours prend d'abord une direction est. Après son confluent avec le Wu il prend la direction du nord est et longe la bordure occidentale des monts Xuefing. Il se déverse dans le lac Dongting qui lui-même se déverse dans le Yangzi Jiang. Le fleuve est navigable sur une grande partie de son cours et est un axe majeur de transport pour le Hunan occidental et le Guizhou oriental. Le cours supérieur est appelé Longtou et la partie inférieure Qingshui.
Le fleuve a un bassin versant d'une superficie de  89 163 km2. Son débit moyen est de 2 158 m3/s.

## Affluents
- Le You Shui (酉水, yŏu shuĭ)
- Le Wu nord affluent et une des sources du fleuve Yuan coulant entre Guizhou et Hunan  (Chine).
- Wu sud  affluent et une des sources du fleuve Yuan  coulant dans la province du Hunan et se jetant dans le Yuan à Hongjiang en aval de l'autre Wu  (Chine).

## Aménagements
Plusieurs grands barrages ont été construits sur le bassin versant pour contrôler les crues, irriguer les terres agricoles et fournir de l'énergie électrique.
| Désignation          | Région ou province | Cours d'eau | Hauteur | Puissance installée (MW) | Production annuelle (TWh/an) | Type de barrage                                 | Capacité de stockage | Date achèvement | Notes |
| -------------------- | ------------------ | ----------- | ------- | ------------------------ | ---------------------------- | ----------------------------------------------- | -------------------- | --------------- | ----- |
| Barrage de Sanbanxi  | Guizhou            | Yuan Jiang  | 185,5 m | 1 000 mégawatts          |                              | Barrage en remblai rocheux avec masque en béton | 4 094 000 000 m3     | 2006            | [ 2 ] |
| Barrage de Wuqiangxi | Hunan              | Yuan Jiang  | 87,5 m  | 1 200 mégawatts          | 5,4                          | Barrage-poids                                   | 4 350 000 000 m3     | 1996            | [ 3 ] |